# Enar Edberg
Enar Edberg, född 9 juli 1936 i Stockholm, död 9 februari 2013 i Stockholm, var en svensk tyngdlyftare. Han tävlade för Stockholms Spårvägars GIF.
Edberg tävlade för Sverige vid olympiska sommarspelen 1964 i Tokyo, där han slutade på 20:e plats i fjäderviktsklassen.